# Hulten (Heusden)
Hulten is een gebied gelegen in de plaats Drunen, gemeente Heusden. Van oudsher een smalle strook die niet tot de Heerlijkheid Drunen behoorde, maar tot Oud Heusden. Daardoor behoorde dit niet tot het Hertogdom Brabant, maar tot Graafschap Holland. Dit gebied behoorde tot 1945 tot de parochie Elshout.